# 沃什特瑙縣
沃什特瑙县（英語：Washtenaw County）是美国密西根下半島東南部的一個縣，面積1,871平方公里。根據2020年美國人口普查，共有人口37萬2,258人。縣治安娜堡。該縣成立於1822年9月10日，縣政府成立於1826年11月20日；縣名來自奥吉布瓦语中對格蘭德河的稱呼，意思可能是「遠方的河流」。